# Verónica Castro
Verónica Judith Sáinz Castro (ur. 19 października 1952 w Meksyku) – meksykańska aktorka filmowa, teatralna i telewizyjna, piosenkarka.

## Życie prywatne
Matka piosenkarza Cristiana Castro, i Michell Castro, jest także siostrą producenta telenowel Jose Alberta Castro. Kiedy zaczęła aktorską karierę, poznała ojca Cristiana, Manuela Valdeza.

## Kariera aktorska
Po raz pierwszy pokazała się w męskim magazynie Caballero w wieku 16 lat. Wystąpiła w paru telenowelach, ale gwiazdą stała się dzięki roli w telenoweli Los ricos también lloran (Bogaci też płaczą) z 1979 r., zagrała tam biedną sierotę. Stała się dzięki niej znana w Ameryce Łacińskiej, Hiszpanii. Dwa lata później następny sukces: El Derecho de Nacer (Prawo do narodzin) w 1981 r., była to kolejna telewizyjna wersja kultowej latynoskiej historii. Rosa Salvaje), 1990 r. zagrała rolę w Mi pequena Soledad – 40-letnią kobietę będąca przed 20 laty ofiarą gwałtu i sparaliżowaną na skutek wypadku, mającą dziecko wywodzące się z tego przestępstwa – Soledad. W polskiej telewizji znana jest z telenowel Prawo do narodzin i Jolanda.
W latach 90. zaczęła prowadzić programy rozrywkowe, co robi do tej pory. Jej syn Cristian, jest jednym z najbardziej znanych piosenkarzy w Ameryce Łacińskiej i Stanach Zjednoczonych. Nigdy nie wyszła za mąż za ojca Cristiana, Manuela Valdeza. Często jest atakowana przez paparazzich i znajduje się na okładkach brukowców.
Od lat walczy z Lucią Mendez o miano większej gwiazdy, także z piosenkarką Lupitą D’Alessio. Była prowadzącą Big Brother VIP 4. Big Brother VIP 2, Big Brother VIP 3 oraz Big Brother 3-R.

## Filmy
- La recogida (1972)
- Cuando quiero llorar no lloro (1972)
- La fuerza inútil (1972)
- El arte de engañar (1972)
- El ausente (1972)
- Un sueño de amor (1972)
- Bikinis y rock (1972)
- Mi mesera (1973)
- Novios y amantes (1973)
- Volveré a nacer (1973) jako María
- El primer paso... de la mujer (1974)
- Acapulco 12-22 (1975)
- Guadalajara es México (1975)
- Nobleza ranchera (1977)
- El niño y el Papa (1979) jako Alicia/Guadalupe
- Nana (1985)
- Johnny Chicano (1981)
- Navajeros (1981) jako Toñi
- Chiquita pero picosa (1986) jako Florinda Benitez/Flor
- El ausente (1989)
- Dios se lo pague (1990)

## Telenowele
| Rok       | Telenowela                   | Rola                                                     |
| --------- | ---------------------------- | -------------------------------------------------------- |
| 2018      | La casa de las flores        | Virginia De La Mora                                      |
| 2009-2010 | Los exitosos Pérez           | Roberta Santos                                           |
| 2008      | Mujeres asesinas             | Emma Carraza, episodio «Emma, costurera»                 |
| 2006-2007 | Código postal                | Beatriz Corona                                           |
| 1997      | Diabelska miłość             | Leonarda Ruan Vda. de Equigua                            |
| 1993-1994 | Valentina                    | Valentina Isabel Montero / Valentina de los Ángeles      |
| 1990      | Mi pequeña Soledad           | Isadora Fernández de Arizmendi / Soledad "Sol" Fernández |
| 1987-1988 | Rosa salvaje                 | Rosa García Montero de Linares                           |
| 1986      | Zakazana miłość              | Nora                                                     |
| 1985      | Felicità... dove sei         | Karina                                                   |
| 1984      | Jolanda                      | Yolanda Luján                                            |
| 1983      | Cara a cara                  | Laura Linares Menard                                     |
| 1982      | Verónica: el rostro del amor | Verónica                                                 |
| 1981-1982 | Prawo do narodzin            | María Elena del Junco                                    |
| 1979-1980 | Los ricos también lloran     | Mariana Villareal                                        |
| 1978      | Pasiones encendidas          | Martha                                                   |
| 1976-1977 | Mañana será otro día         | Gabriela                                                 |
| 1975-1976 | Barata de primavera          | Karina Labrada                                           |
| 1972      | El edificio de enfrente      | Carmen                                                   |
| 1971      | El amor tiene cara de mujer  |                                                          |
| 1969      | No creo en los hombres       |                                                          |

## Programy telewizyjne
- Operación Ja Ja (1966)
- Revista musical (1971)
- Revista musical Nescafe (1972)
- Sábado '72 (1972)
- Muy agradecido (1975)
- Noche a noche (1980)
- Esta noche se improvisa (1984)
- Algo muy especial de Verónica Castro (1986)
- Mala noche... no! (1988)
- Aquí está (1989)
- La movida (1991)
- Y Vero América va! (1993)
- En la noche (1994)
- La tocada (1996)
- Big Brother VIP (2002)
- Big Brother VIP 2 (2003)
- Big Brother VIP 3 (2004)
- Big brother 3R (2005)
- Big Brother VIP 4 (2005)